# وودباین (مریلند)
وودباین (به انگلیسی: Woodbine) یک منطقهٔ مسکونی در ایالات متحده آمریکا است که در مریلند واقع شده‌است. وودباین ۸٬۱۲۴ نفر جمعیت دارد.